# Chantal Versmissen-Sollie
Chantal Versmissen-Sollie (Eigenbrakel, 13 januari 1961) is een Belgisch politica voor de liberale MR.

## Levensloop
Versmissen-Sollie werd beroepshalve verpleegster in het ziekenhuis Centre Hospitalier Interrégional Edith Cavell (CIREC) in Eigenbrakel.
Ze werd politiek actief voor de toenmalige PRL en werd in oktober 2000 voor deze partij verkozen tot gemeenteraadslid van Eigenbrakel. Van januari 2001 tot december 2018 was ze schepen van de gemeente. Na een onderbreking van zes maanden werd Versmissen-Sollie in juni 2019 opnieuw schepen van Eigenbrakel, bevoegd voor Cultuur, Onderwijs en Gezondheid.
Versmissen-Sollie was eveneens van 2012 tot 2018 provincieraadslid van Waals-Brabant en nam verschillende bestuursmandaten op. Van 2013 tot 2018 was ze voorzitter van ISBW, de Waals-Brabantse intercommunale voor sociale bijstand, van 2011 tot 2018 was ze bestuurster bij de openbare vervoersmaatschappij TEC in Waals-Brabant en van 2020 tot 2021 ondervoorzitter van het provinciale agentschap voor sociale woningen. 
Bij de Waalse verkiezingen van mei 2014 was Versmissen-Sollie vijfde opvolger in het arrondissement Nijvel. In december 2018 werd ze uiteindelijk  lid van het Waals Parlement en het Parlement van de Franse Gemeenschap. In de zes maanden die de legislatuur nog duurde, werd Versmissen-Sollie in de Waalse assemblee lid van de commissie Openbaar Ambt, Sociale Actie en Gezondheid en in het Franse Gemeenschapsparlement lid van de commissie Jeugd, Jeugdhulp, Justitiehuizen, Sport en Promotie van Brussel. In mei 2019 werd ze niet herkozen.